# Tíamis
El Tíamis o Thyamis (en griego antiguo: Θύαμις) es un río de la región griega de Epiro. También es conocido con el nombre de Kalamas. Nace en el norte de la Unidad periférica de Ioánina y desemboca en el mar Jónico, en el estrecho de Corfú. Es mencionado por el geógrafo griego Estrabón, quien dice que desembocaba, como el río Aqueronte en el Puerto Dulce. Según Plinio el Viejo discurría por Tesprotia. Pausanias simplemente lo menciona al hablar de la historia mitológica de Epiro.